# Veseuș, Alba
Veseuș (mai demult Vesăuș; în dialectul săsesc Mächelsdref, în germană Michelsdorf an der Kokel, Mechelsdorf, în maghiară Szásznagyvesszős, Szászvesszős, Vesszősmihályfalva, Vesszős) este un sat în comuna Jidvei din județul Alba, Transilvania, România.

## Lăcașuri de cult

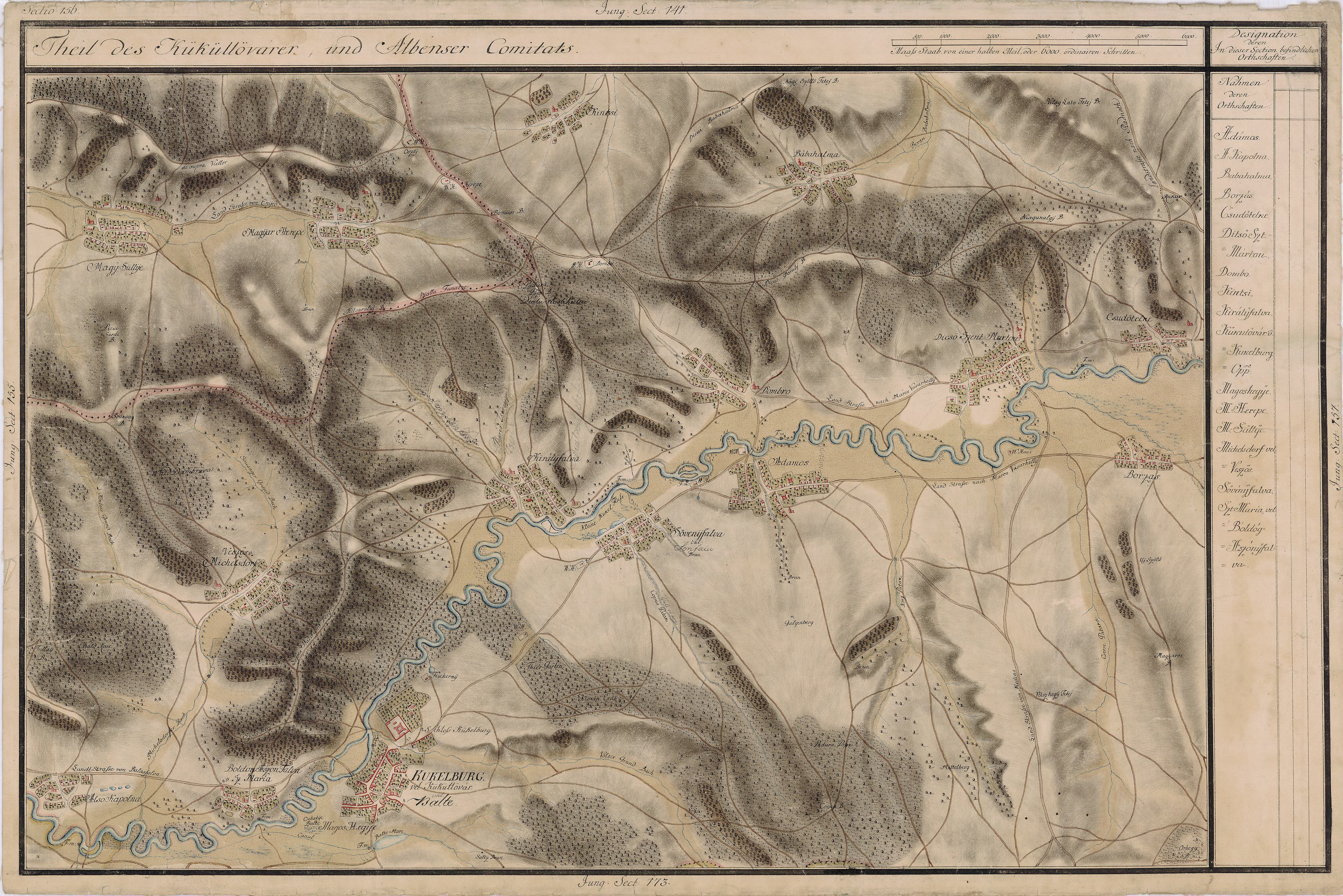
Veseuș pe Harta Iosefină a Transilvaniei, 1769-73

- Biserica Evanghelică-Luterană, construită în stil gotic în anul 1504. Adăugirile (turnul, clopotnița și poarta) au fost realizate în anul 1825.

## Demografie
La recensământul din 1930 au fost înregistrați 1.155 locuitori, dintre care 594 români, 390 germani, 84 țigani, 82 maghiari și 5 evrei.
Sub aspect confesional populația era alcătuită din 681 greco-catolici, 380 evanghelici (luterani), 78 reformați (calvini), 5 mozaici și 1 romano-catolic.

## Imagini

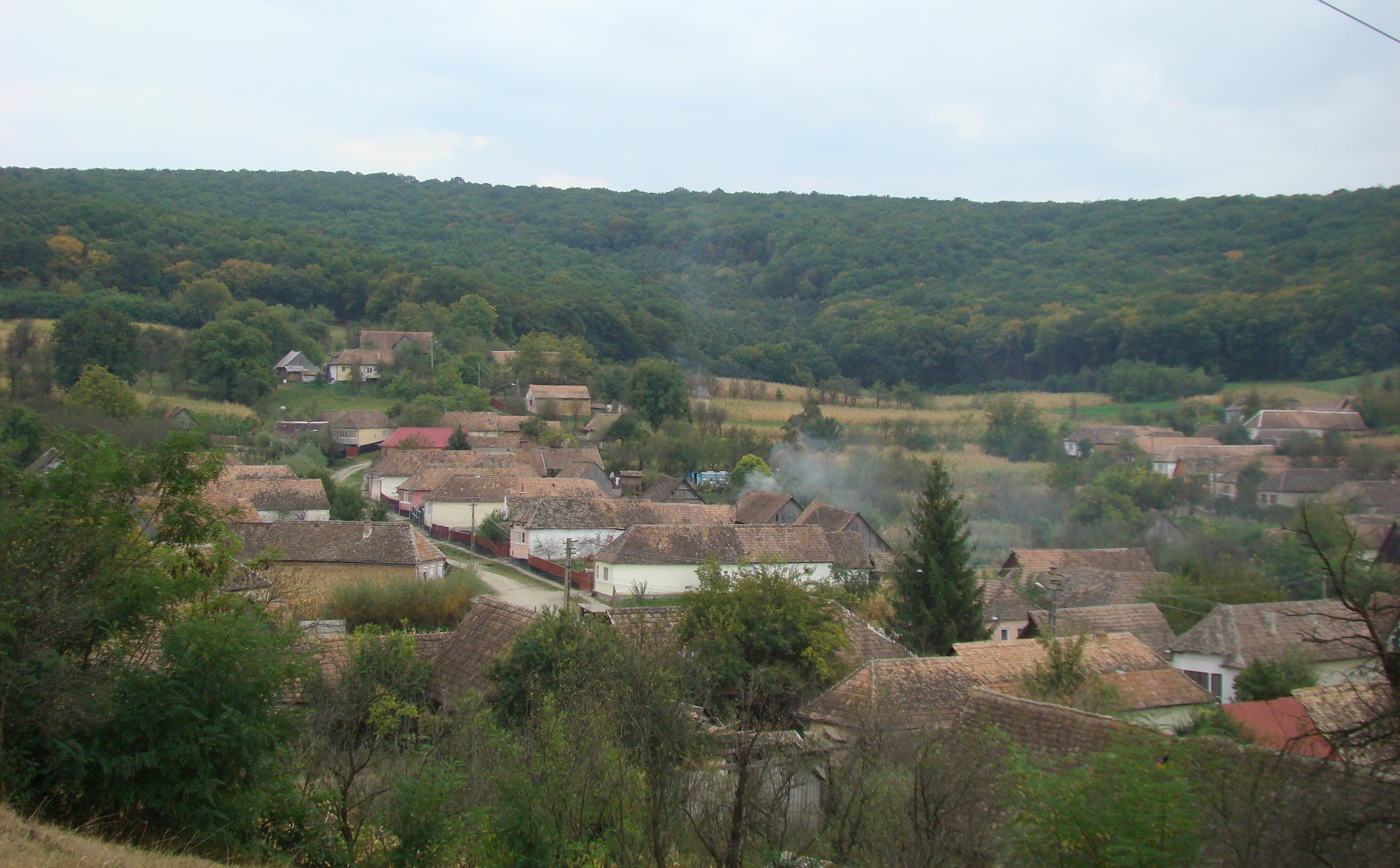
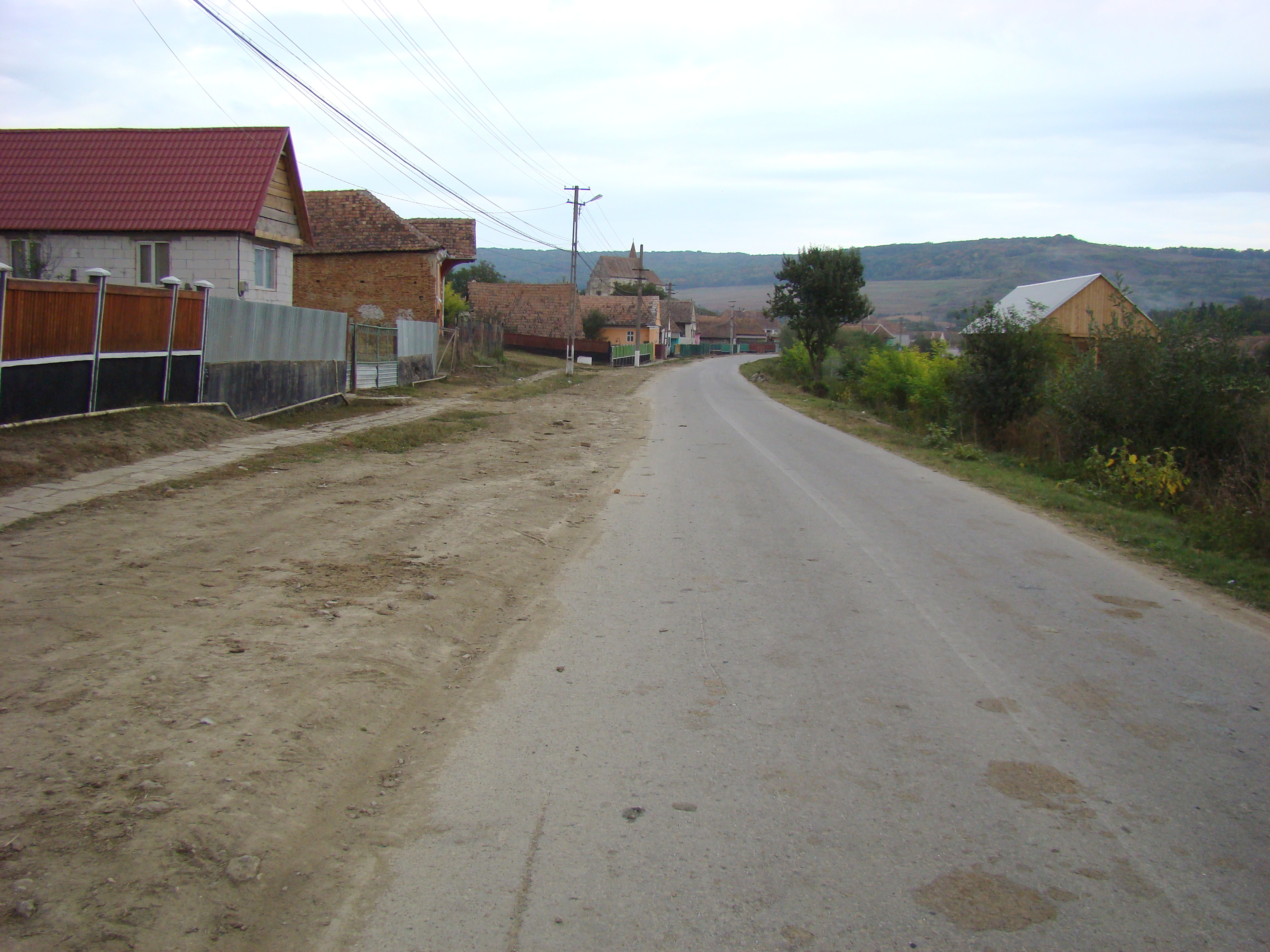
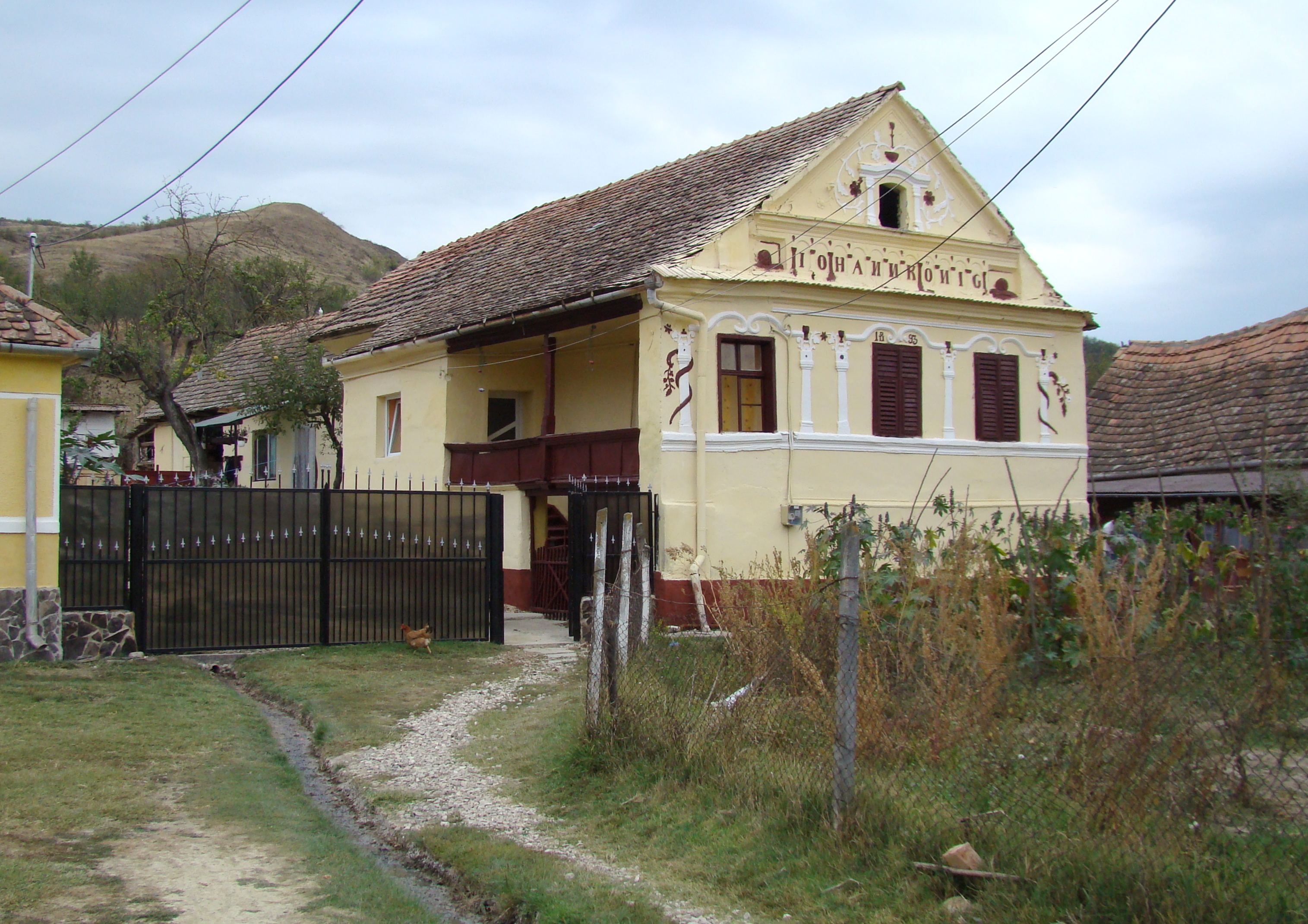
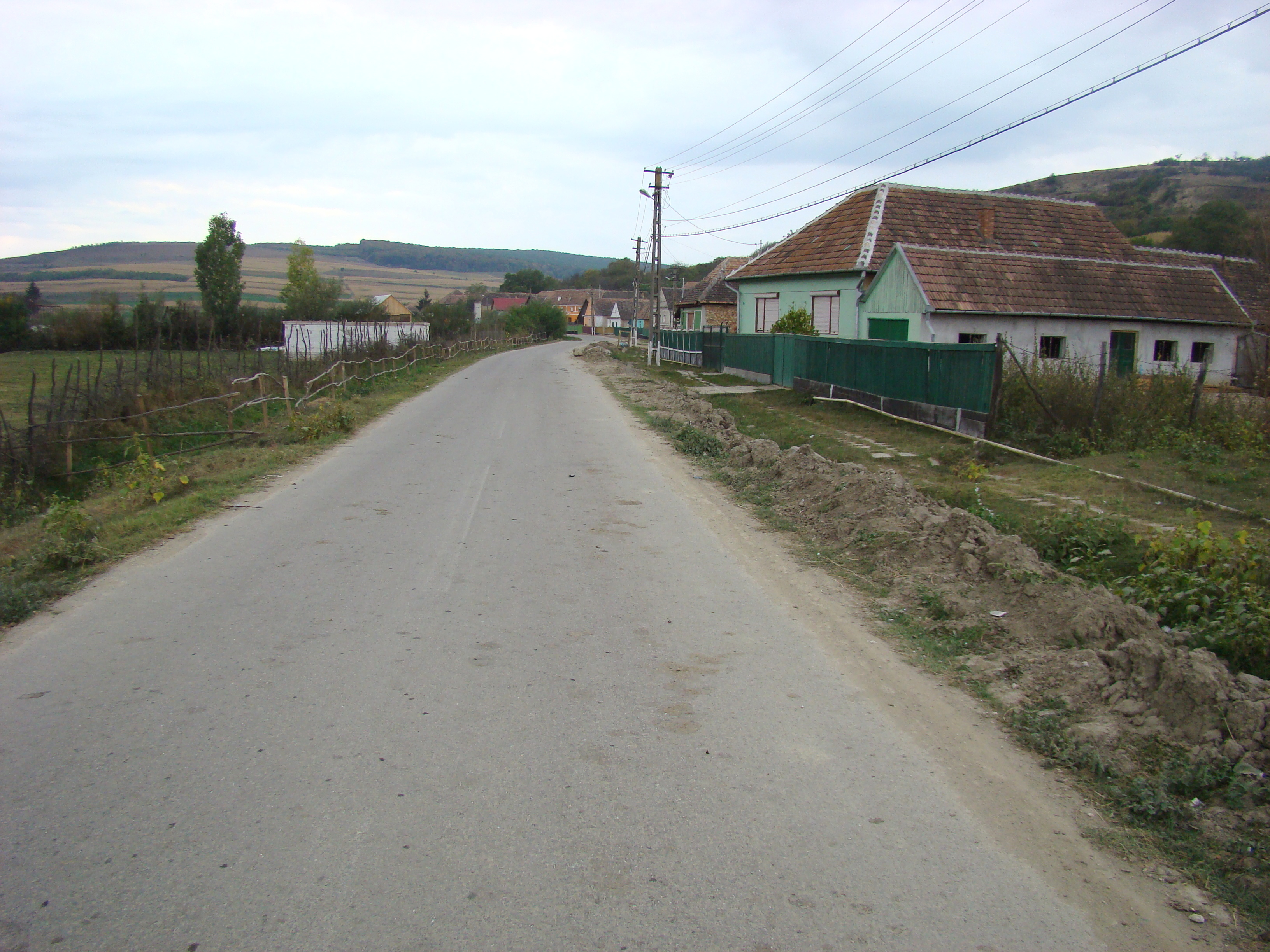
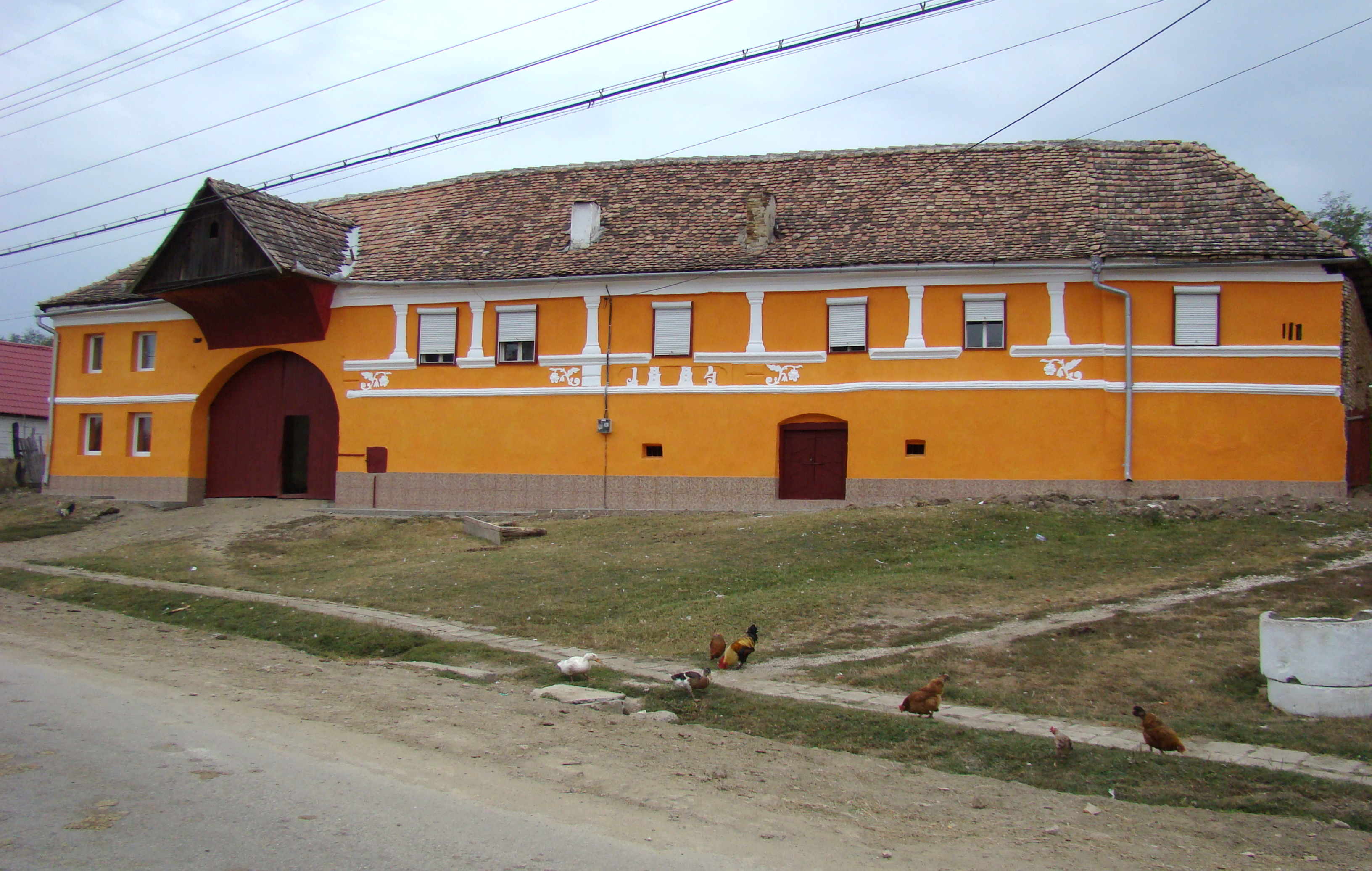
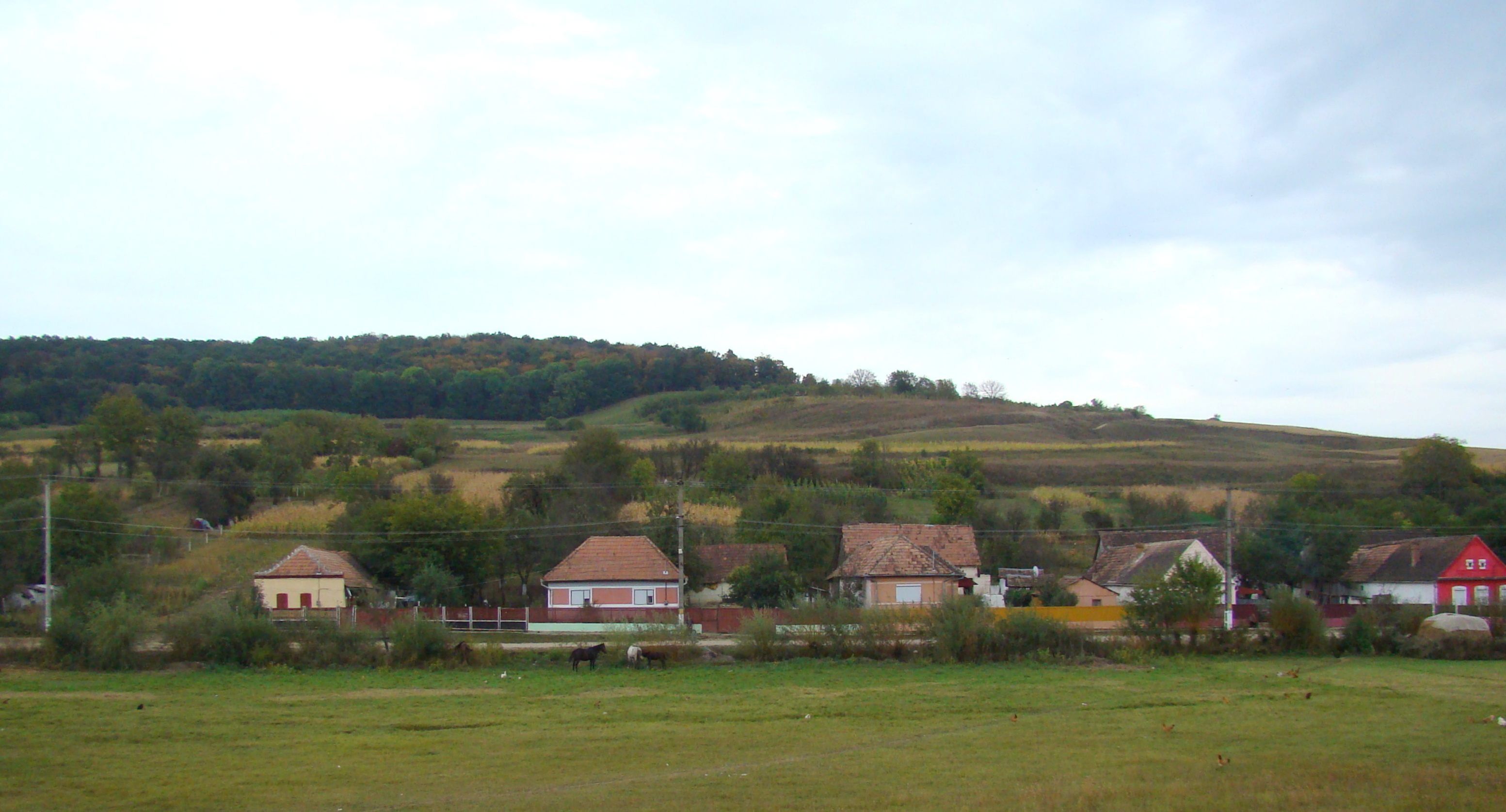
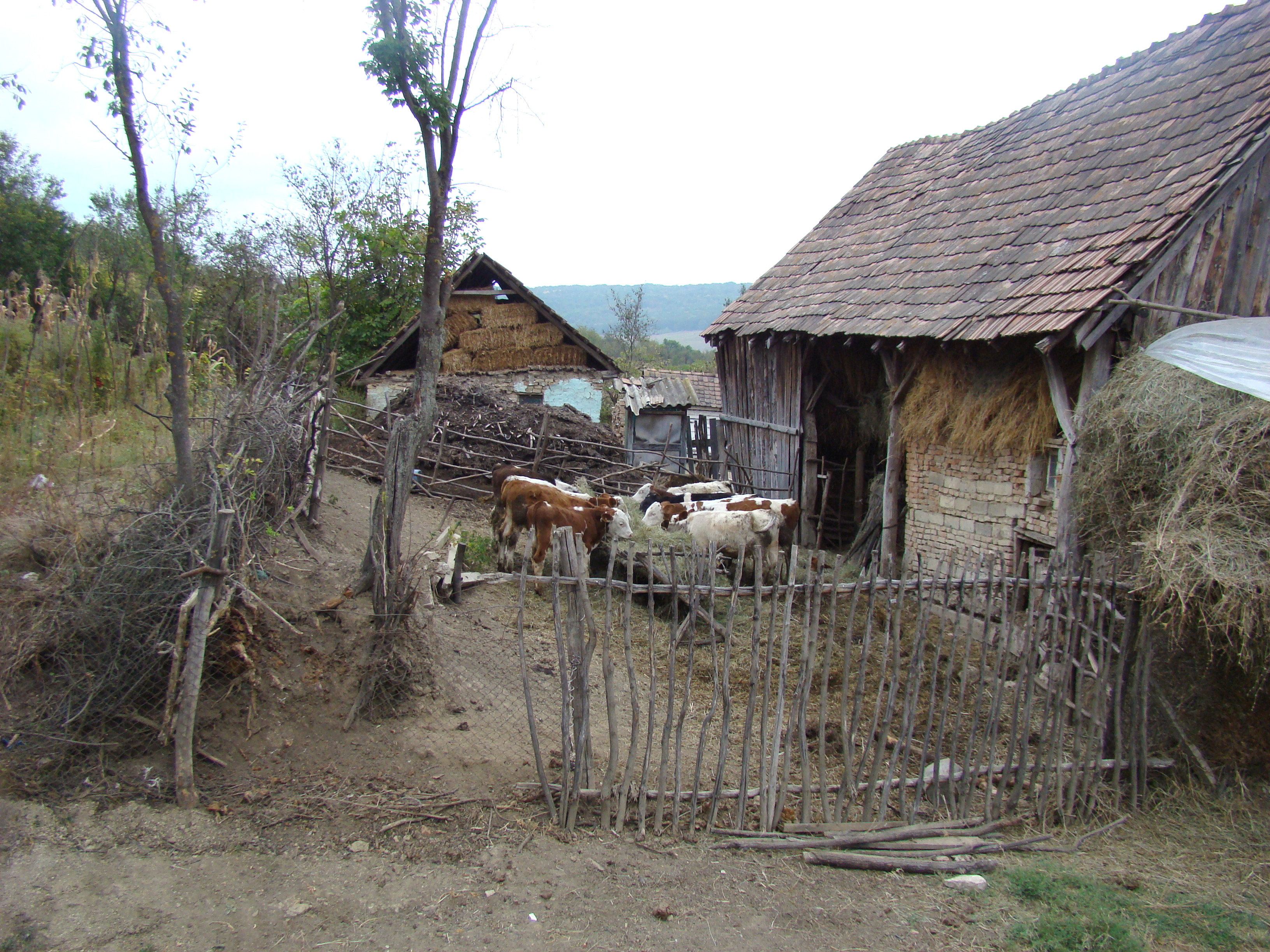
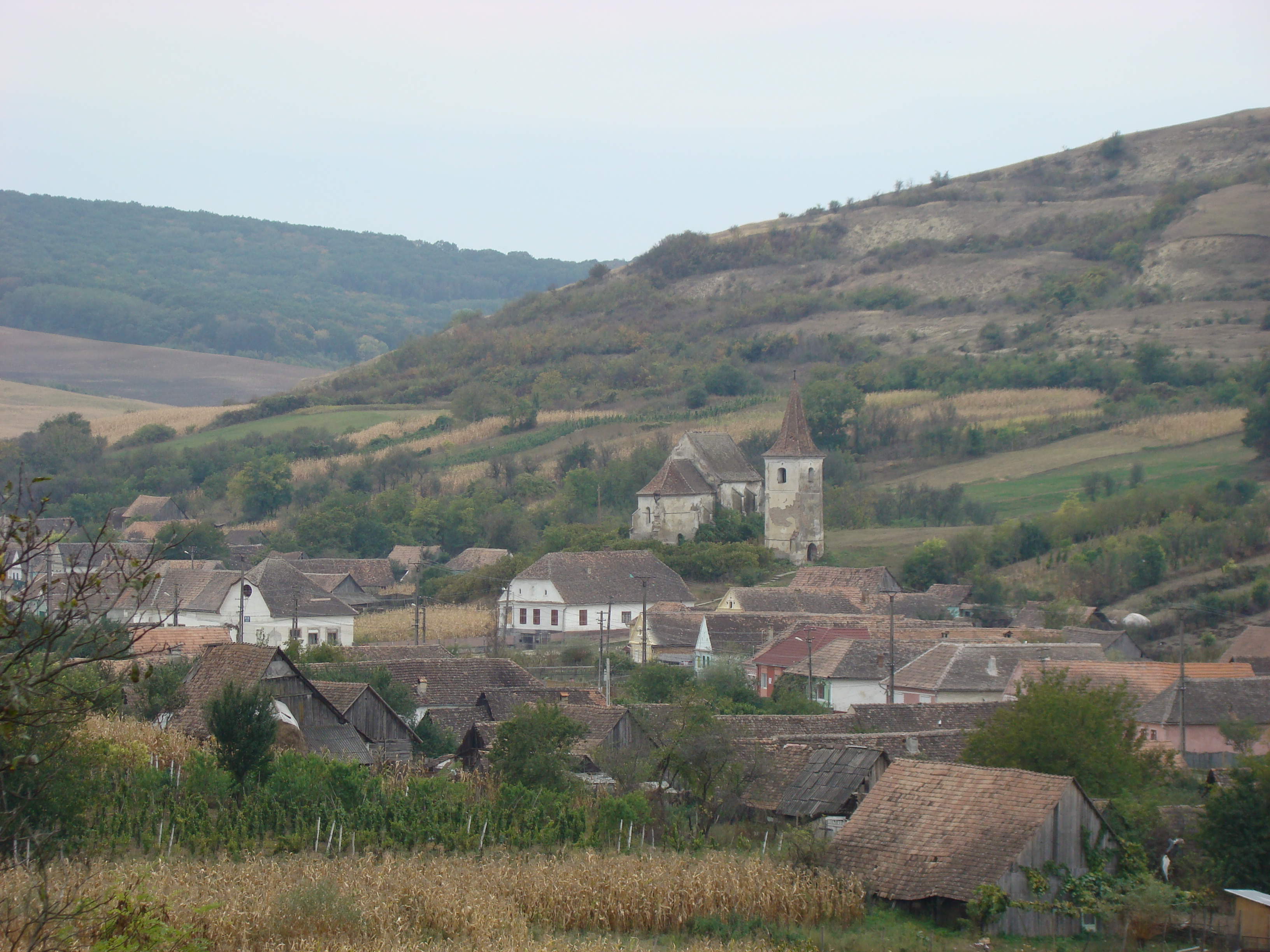
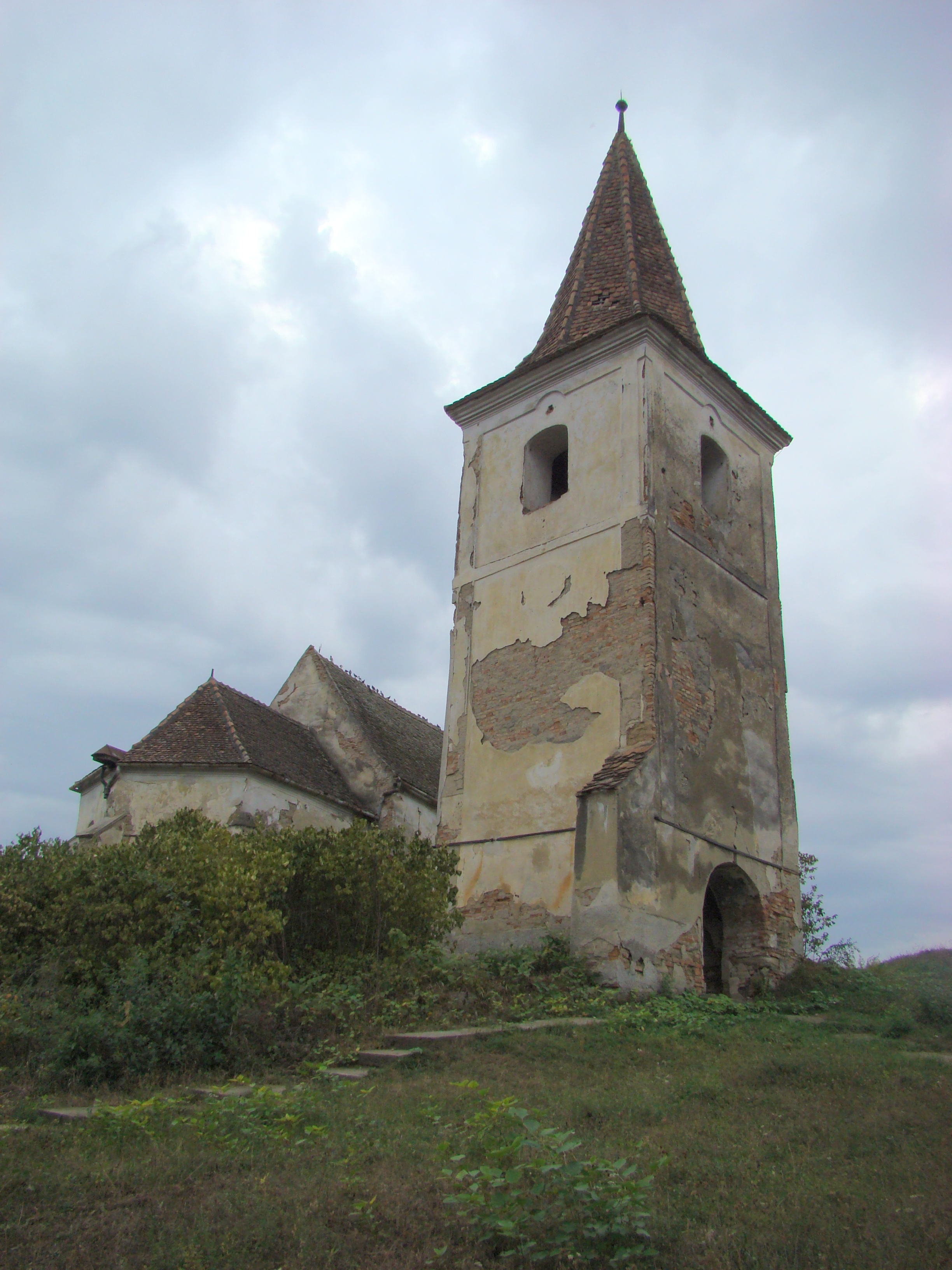
Ansamblul bisericii evanghelice (monument istoric)
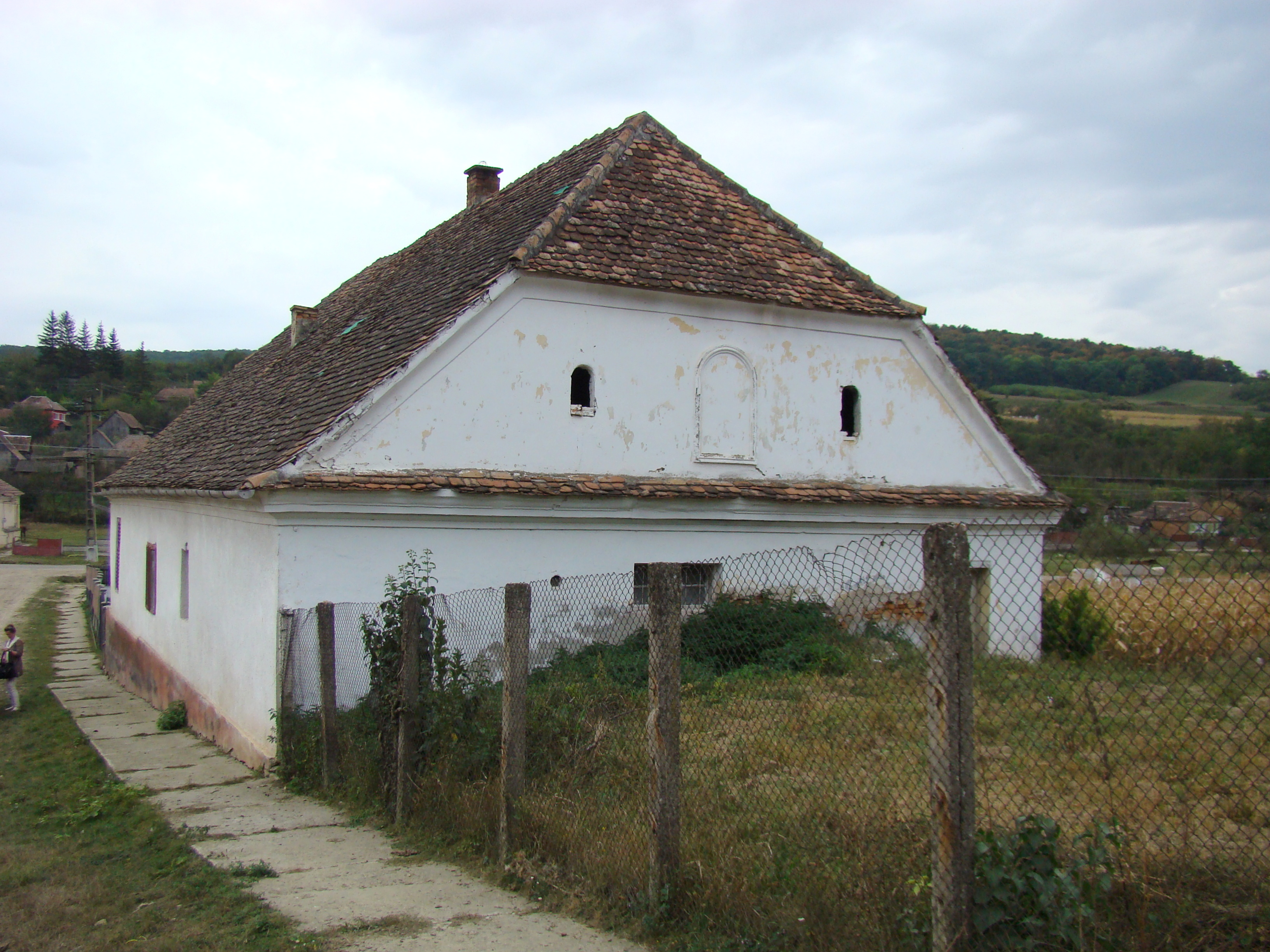
Casa parohială evanghelică
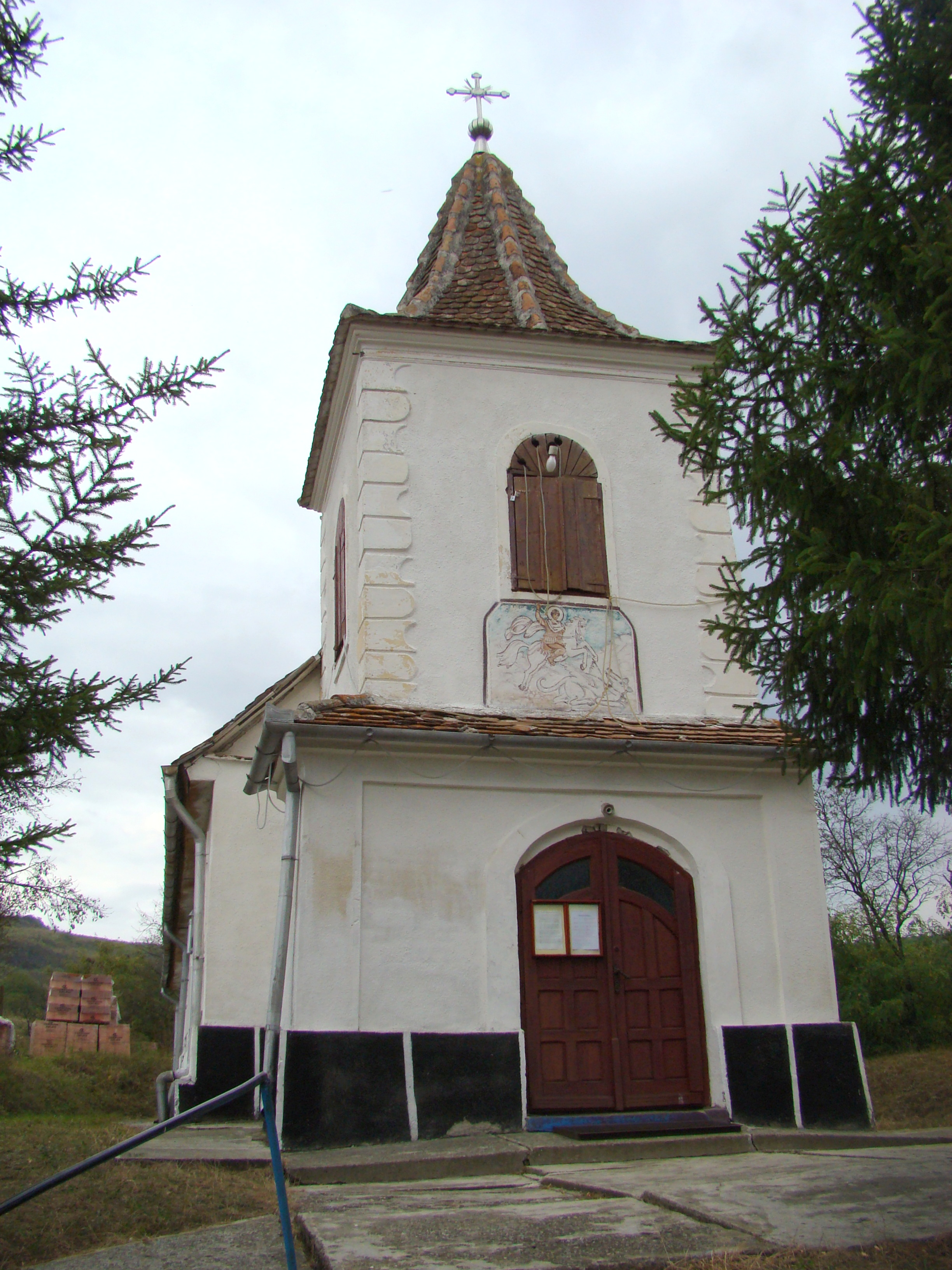
Biserica ortodoxă „Sfântul Mare Mucenic Gheorghe” (1909, construită pe locul unei biserici vechi de lemn)
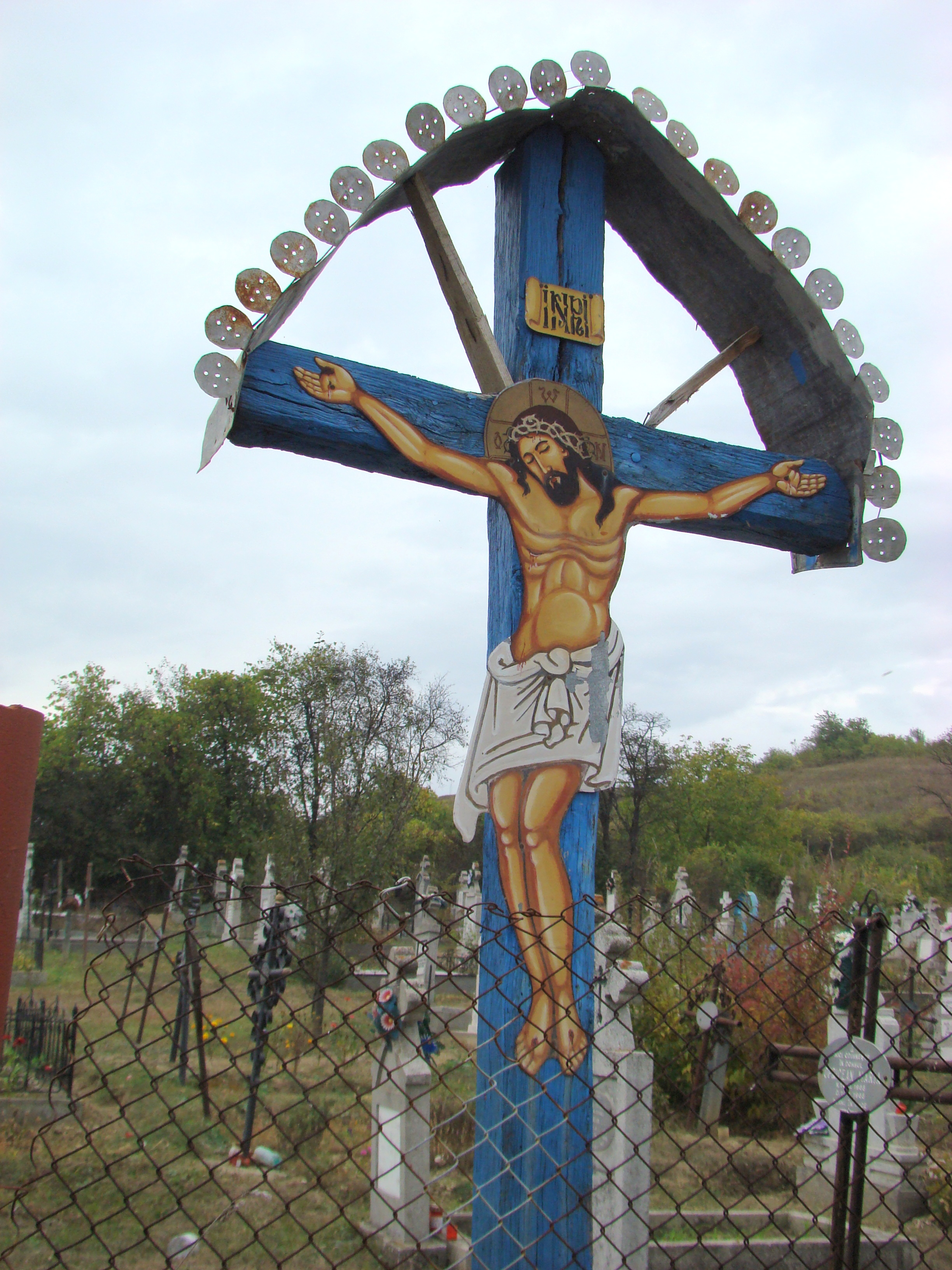
Troița
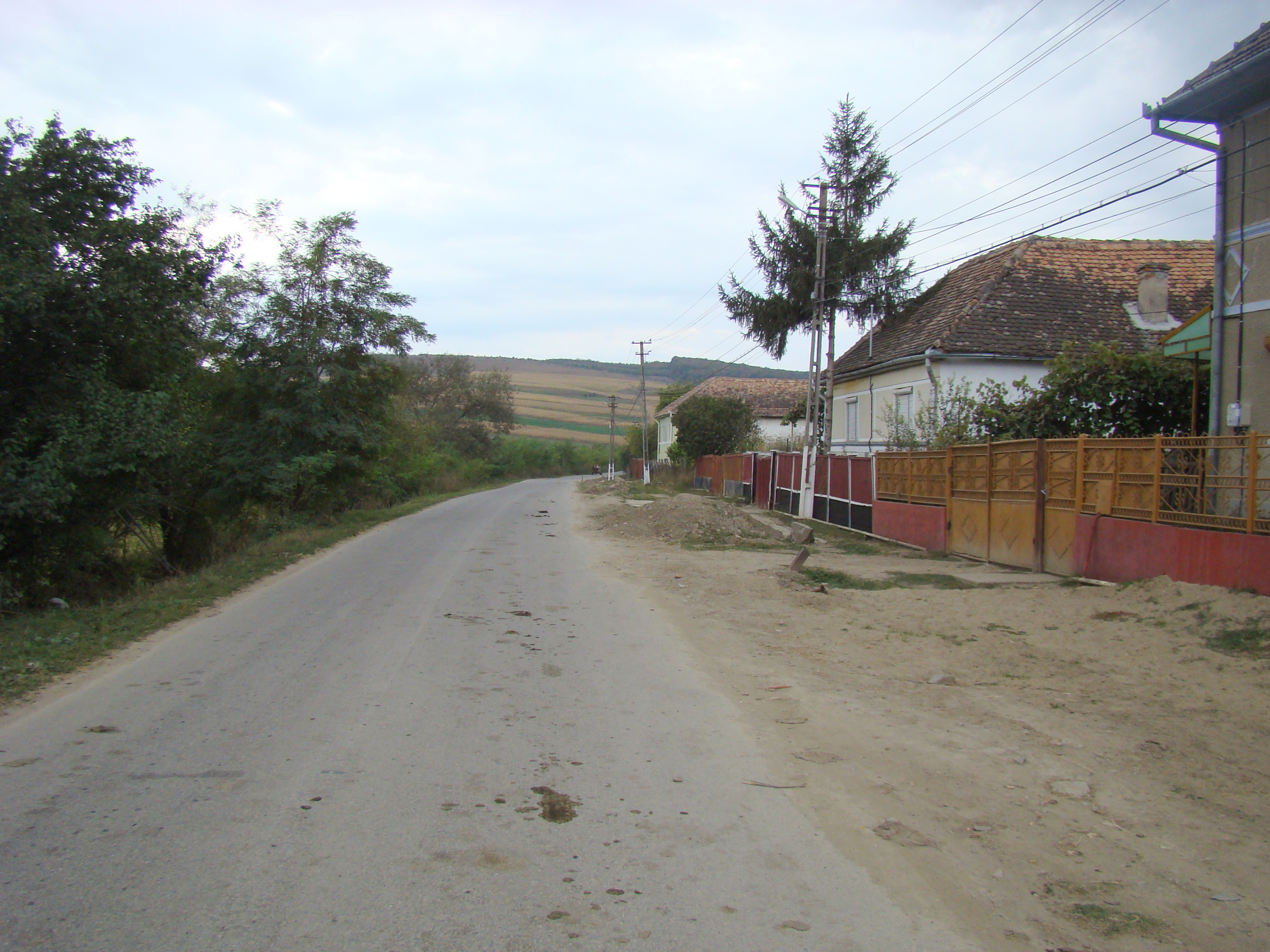
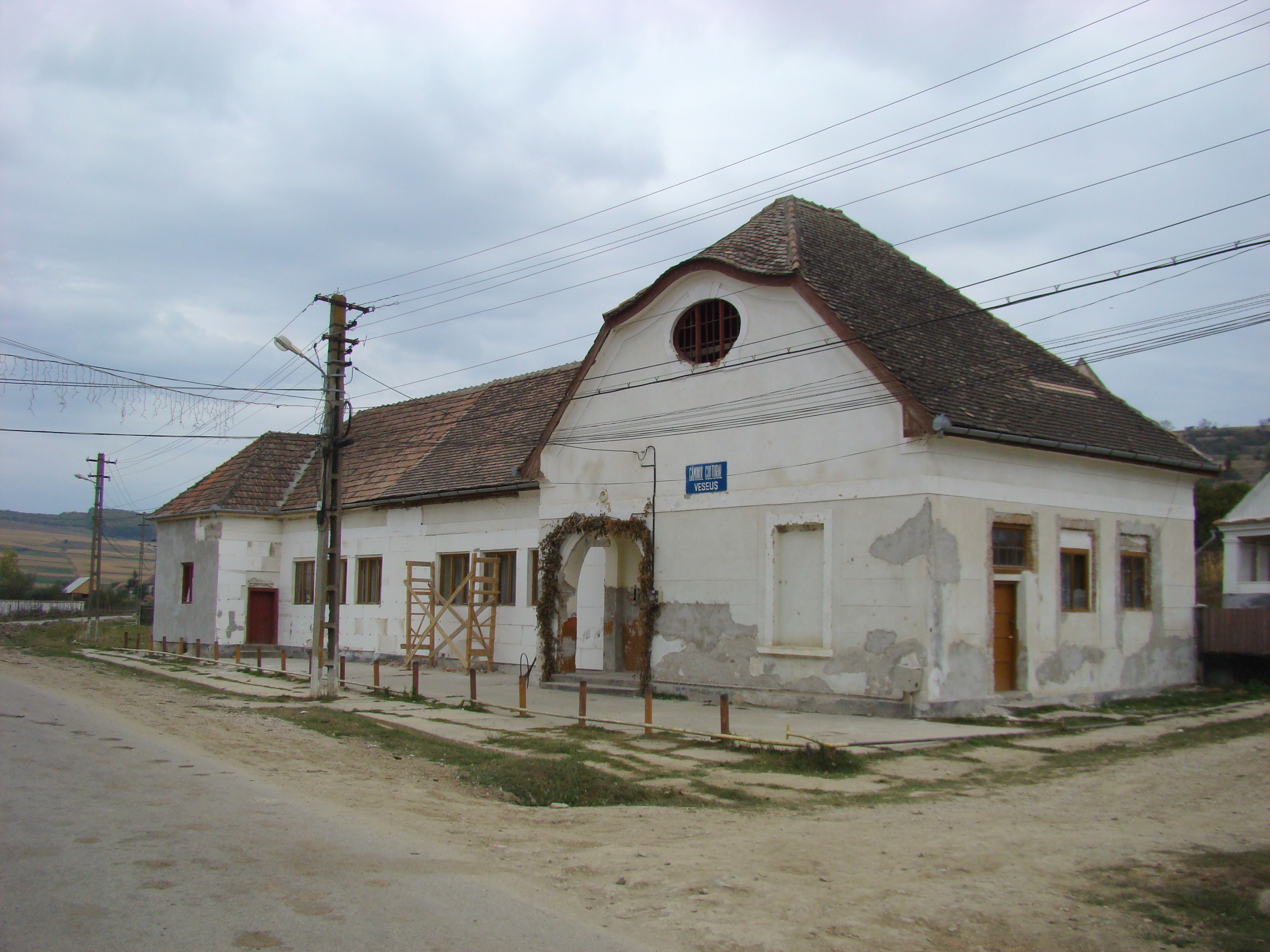
Căminul cultural
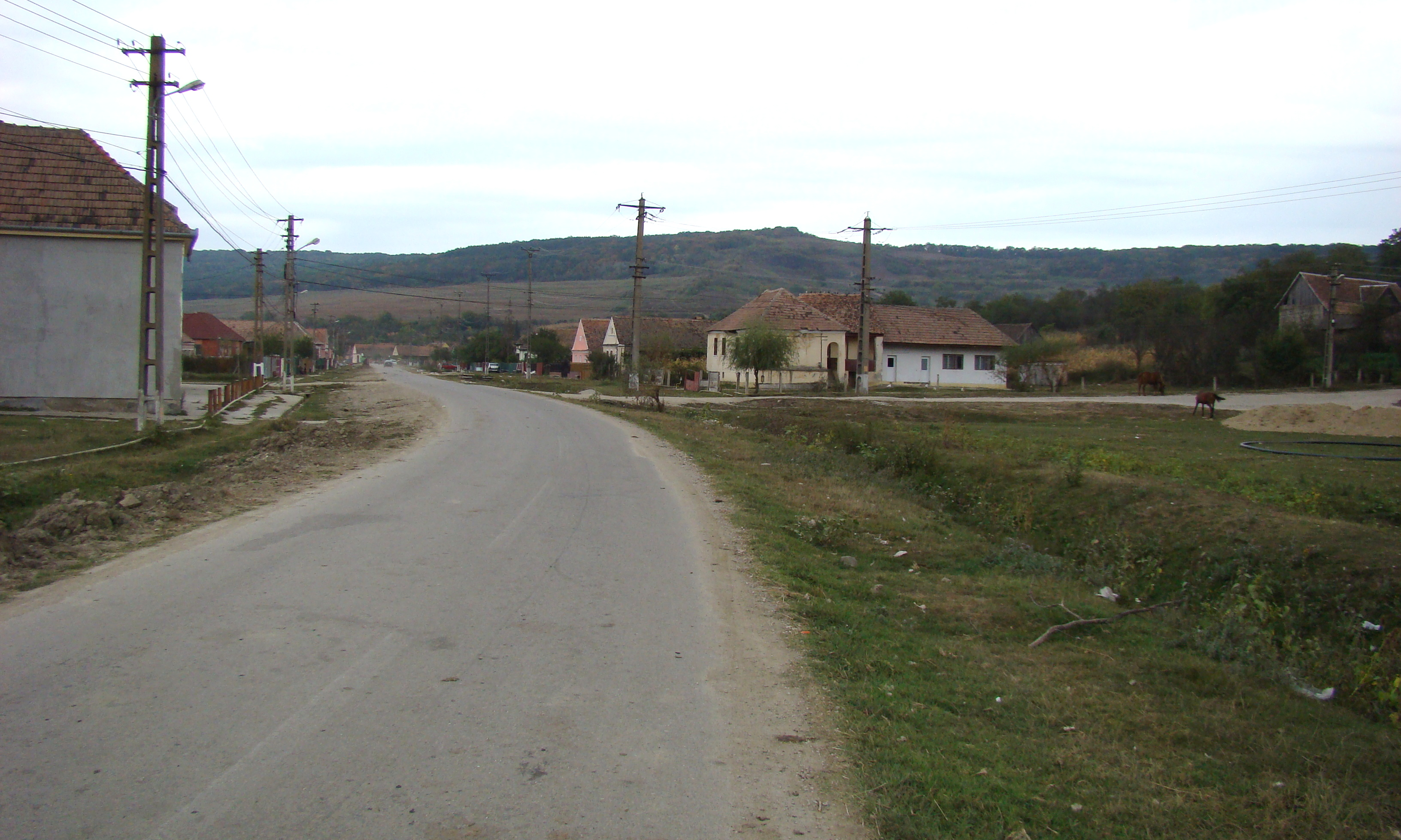